# Liste von Persönlichkeiten der Stadt Seesen

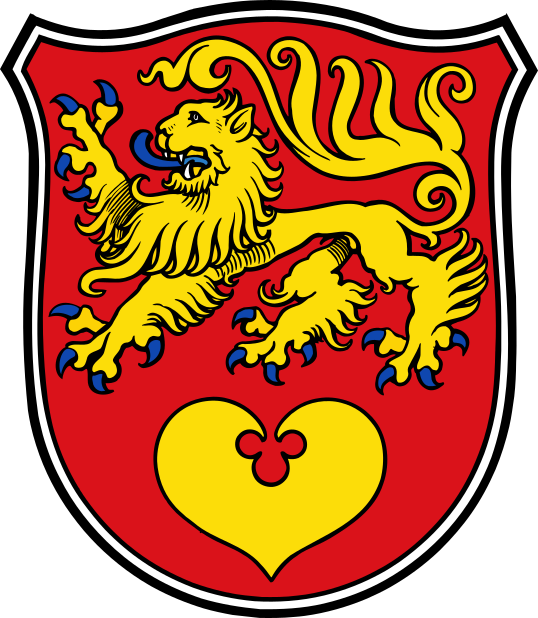
Wappen der Stadt Seesen

Die Liste von Persönlichkeiten der Stadt Seesen enthält Personen, die in der Geschichte der niedersächsischen Stadt Seesen eine nachhaltige Rolle gespielt haben. Es handelt sich dabei um Persönlichkeiten, die Ehrenbürger von Seesen oder hier geboren sind oder hier gewirkt haben.
Für die Persönlichkeiten aus den nach Seesen eingemeindeten Ortschaften siehe auch die entsprechenden Ortsartikel.

## Ehrenbürger

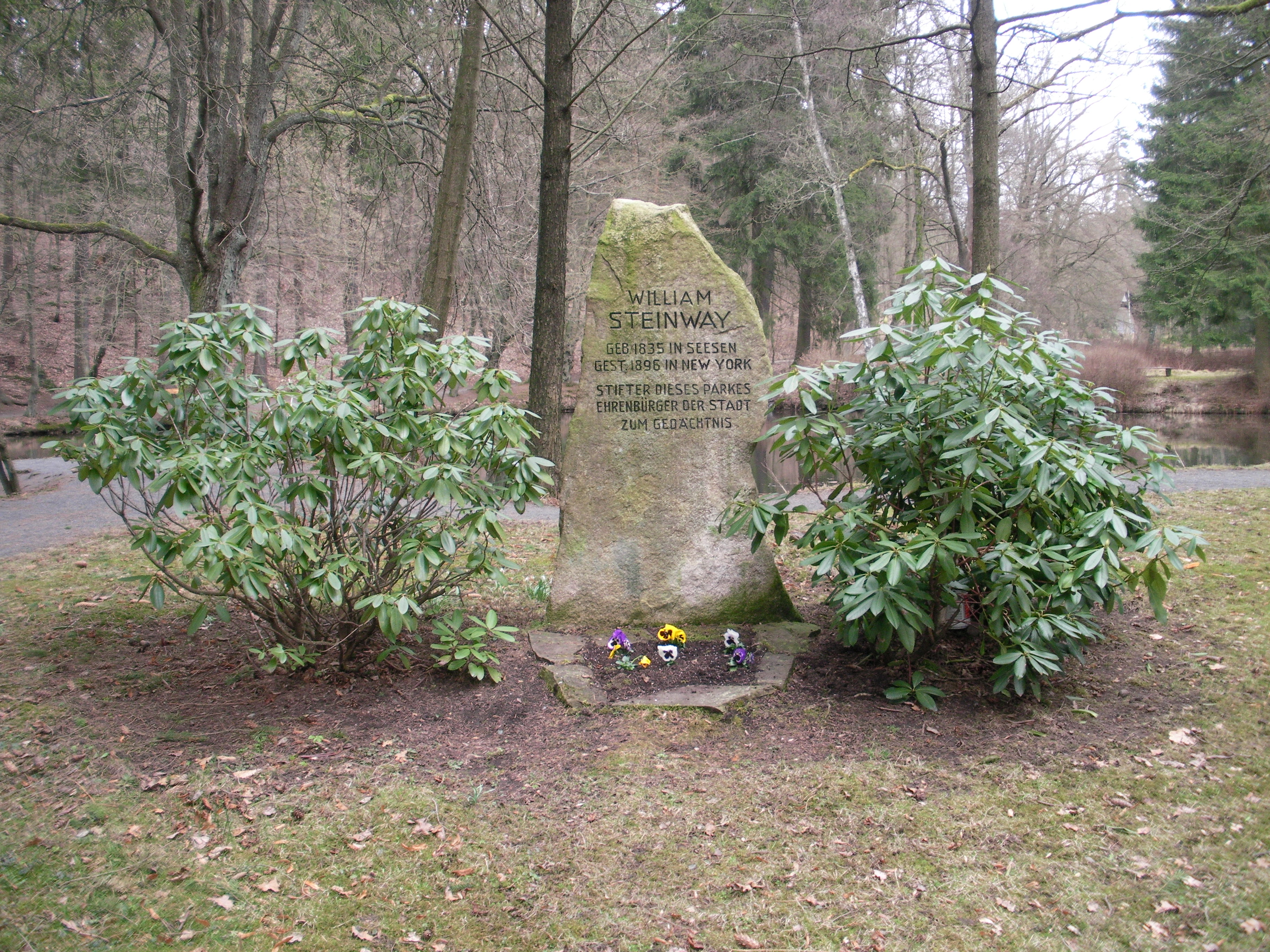
Denkmal für William Steinway

- 1. Dezember 1863: Wilhelm Pockels (1832–1904), Oberbürgermeister der Stadt Braunschweig.
- 1888: William Steinway, geboren als Wilhelm Steinweg (1835–1896), deutschamerikanischer Klavierbauer, Geschäftsmann und Philanthrop[1]
- 2005: Elisabeth Paetz-Kalich (* 1925), Künstlerin, Mutter des Sehusafestes[2][3]

## Söhne und Töchter des Ortes
- Johann Sötefleisch der Ältere (1552–1620), lutherischer Theologe
- Hermann Toppius (1612–1675), evangelisch-lutherischer Geistlicher, Generalsuperintendent von Holzminden und Abt von Amelungsborn
- August Raabe (1759–1841), Publizist, geboren in Engelade
- Karl Bege (1768–1849), Jurist und Historiker
- Johann Ludwig Carl Zincken (1791–1862), Bergrat, später Ministerialrat für Berg-/Hüttenwesen in Bernburg, Mineraloge und Chemiker
- Karl Wilhelm Sack (1792–1870), Kreisgerichts-Registrator und Lokalhistoriker, der insbesondere durch seine zahlreichen Werke über die Geschichte der Stadt Braunschweig Bekanntheit erlangte
- Ferdinand Spohr (1792–1831), Violinist und Kammermusiker in Wien und Kassel
- Eduard Schott (1808–1895), Hütteninspektor und Kunstgießer in Ilsenburg, Erfinder des Kristallisationsverfahrens
- Konstantin Bernhard von Voigts-Rhetz (1809–1877), preußischer General
- Ludwig Lüders (1822–1908),  Erfinder und Konstrukteur der „Rübenkernlegemaschine“ zur Aussaat von Zuckerrüben, geboren in Kirchberg
- Theodor Steinweg (1825–1889), Klavierbauer und Musikinstrumentensammler
- Julius Reinecke (1830–1914), Reichstags- und Landtagsabgeordneter
- Wilhelm Roßmann (1832–1885), evangelischer Theologe, Kunsthistoriker, Prinzenerzieher sowie Autor
- Friedrich Lilly (1835–1906), Braunschweiger Architekt, Hofbaurat und Dozent für landwirtschaftliche Baukunst und Ingenieurhochbauten
- Emil Wohlwill (1835–1912), Chemiker und Wissenschaftshistoriker
- Gustav Stutzer (1839–1921), evangelischer Theologe und Autor
- Hermann Menge (1841–1939), Altphilologe, Wörterbuchherausgeber, Autor zweier Repetitorien und einer geschätzten Bibelübersetzung
- Anna Wohlwill (1841–1919), Pädagogin
- Gustav Bohnsack (1843–1925), Architekt, Baurat und Hochschullehrer
- Adolf Wohlwill (1843–1916), Historiker
- Max Gutkind (1847–1931), Bankier
- Wilhelm Fitzenhagen (1848–1890), Cellist, Komponist und Hochschullehrer
- Adolf Ginsberg (1856–1883), Maler
- Paul Prüssing (1861–1914), Chemiker und Zementfabrikant
- Otto Schönermark (1865–1947), Kommunalpolitiker und Heimatforscher
- Franz Schönemann (1868–1953), Jurist, Gutsbesitzer und Politiker, war von 1898 bis 1919 Bürgermeister der Stadt Helmstedt und von 1920 bis 1922 Mitglied der Braunschweigischen Landesversammlung
- Otto Freise (1872–1952), Bremer Kaufmann und Fabrikdirektor
- Max Peters (1878–1934), Landrat in Lyck
- Victor von Alten (1880–1967), deutscher Offizier und nationalsozialistischer Funktionsträger im Reichsarbeitsdienst
- Adolf Rohde (1880–1955), Bürgermeister von Seesen und Itzehoe, geboren in Ildehausen
- Emil Mechau (1882–1945), Konstrukteur und Kinopionier, nach ihm ist eine Straße in Seesen benannt
- Fritz Züchner (1898–1977), Blechwarenfabrikant
- Benjamin Kedar-Kopfstein (1923–2013), israelischer Philologe
- Reinhart Kraatz (1925–1996), Geologe und Paläontologe, galt als einer der führenden Experten für den Homo heidelbergensis (Mensch von Mauer)
- Arne Krüger (1929–2010), Gastronom, Verleger und Sachbuchautor
- Rolf Ebbighausen (* 1937), Soziologe und Hochschullehrer
- Peter Kopischke (* 1942), niedersächsischer Politiker (SPD) und ehemaliges Mitglied des Niedersächsischen Landtages
- Herbert Hartung (* 1947), Politiker (CDU), war von 2006 bis 2016 Mitglied im Landtag von Sachsen-Anhalt, geboren in Kirchberg
- Rolf Froböse (* 1949), Chemiker, Wissenschaftsjournalist und Buchautor
- Udo Tworuschka (* 1949), Religionswissenschaftler
- Manfred-Michael Sackmann (1952–2024), Fotograf
- Claus Blume (* 1958), Medienkünstler, Regisseur und Autor
- Sabine Töpperwien (* 1960), Sportjournalistin
- Armin Johnert (* 1960), DJ und Musikproduzent
- Editha Westmann (* 1963), Politikerin (CDU), seit 2003 Mitglied des Niedersächsischen Landtags
- Linda Breitlauch (* 1966), Medienwissenschaftlerin und Hochschullehrerin
- Tina Voß (* 1969), Schriftstellerin
- Franziska Busch (* 1985), Eishockeyspielerin
- Anna Bauseneick (* 1991), Politikerin (CDU), Abgeordnete des Niedersächsischen Landtags

## Weitere Persönlichkeiten, die mit dem Ort in Verbindung stehen

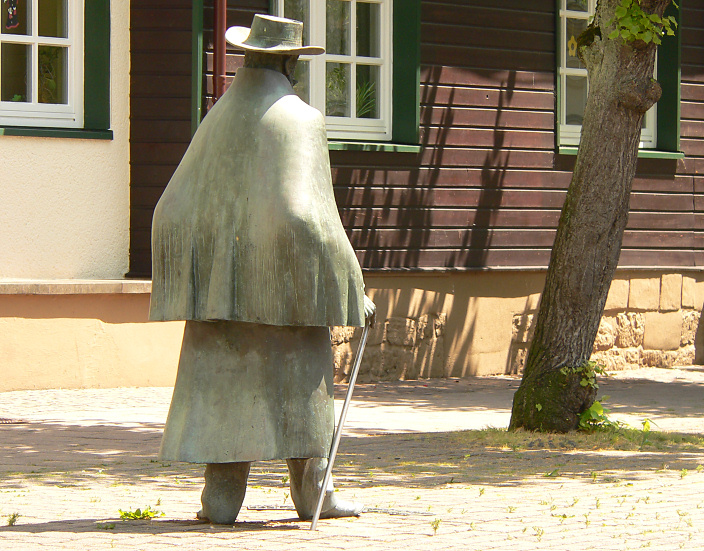
Wilhelm-Busch-Plastik in Seesen

- Carl Friedrich Wilhelm Zincken (1729–1806), Jurist und Justizbeamter im Fürstentum Braunschweig-Wolfenbüttel, starb in Seesen
- Israel Jacobson (1768–1828), der hier 1801 eine zunächst jüdische Schule gründete, die bald auch christliche Kinder aufnahm (später wurde aus dieser Schule das Seesener Jacobson Gymnasium). Jacobson gilt als Begründer des Reformjudentums.
- Friedrich Wilhelm Grabau (1783–1839), Kaufmann und Ratsherr der Hansestadt Lübeck, starb auf der Durchreise und wurde in Seesen begraben
- Louis Spohr (1784–1859), Geigenvirtuose und Komponist, der seine Kinderjahre von 1786 bis 1796 in den Mauern der Vorharzstadt verlebte
- Heinrich Engelhardt Steinweg / Henry E. Steinway (1797–1871), baute in Seesen 1836 sein erstes Klavier und gründete in den USA die weltbekannte Klaviermanufaktur „Steinway & Sons“
- Immanuel Wohlwill (1799–1847), Pädagoge und jüdischer Publizist, starb in Seesen
- Wilhelm Busch (1832–1908), der von 1898 bis 1908 seine letzten Lebensjahre im eingemeindeten Dorf Mechtshausen verbrachte
- Heinrich Sieburg und Rudolf Züchner als Gründer der ersten Konservenfabrik in Seesen 1886 in der Bismarckstraße. Im Jahr 1890 wurden die ersten Dosen in Serienproduktion hergestellt. Heute wird die Firma unter dem Namen Crown Nahrungsmitteldosen Deutschland GmbH, Werk Seesen, weitergeführt
- Günther Nebelung (1896–1970), Jurist und Senatspräsident am Volksgerichtshof, starb in Seesen
- Heinz Fiebig (1897–1964), Offizier, zuletzt Generalmajor im Zweiten Weltkrieg, starb in Seesen
- Siegfried Großmann (1938 – 2022), baptistischer Pastor, Präses im Bund Evangelisch-Freikirchlicher Gemeinden und Autor theologischer Bücher
- Rudolf Albrecht (1942–2015), evangelischer Pfarrer und Vertreter der kirchlichen Friedensbewegung in der DDR, in Seesen beerdigt
- Rudolf Götz (* 1949), Politiker (CDU), Mitglied im Niedersächsischen Landtag und Mitglied des Stadtrates von Seesen
- Klaus Baumgart (* 1951), Kinderbuchautor und Hochschulprofessor, hatte sein Elternhaus in Seesen
- Nieke Kühne (* 2004), deutsche Handballspielerin, spielte beim MTV Seesen